# Evangelische Kirche in Mitteldeutschland
|                                                     |                                |
| Karte                                               |                                |
| Karte der Evangelischen Kirche in Mitteldeutschland |                                |
| Basisdaten                                          |                                |
| Fläche:                                             | 37.000 km²                     |
| Leitender Geistlicher:                              | Landesbischof Friedrich Kramer |
| Präses Landessynode:                                | Dieter Lomberg                 |
| Präsident Landeskirchenamt:                         | Jan Lemke                      |
| Mitgliedschaften:                                   | VELKD, UEK, LWB, EKD           |
| Bischofssprengel:                                   | 2                              |
| Kirchenkreise:                                      | 37                             |
| Kirchengemeinden:                                   | 3139                           |
| Gemeindeglieder:                                    | 615.855(2022)                  |
| Anteil an der Gesamtbevölkerung:                    | 14,6 % (31. Dezember 2022)     |
| Offizielle Website:                                 | ekmd.de                        |

Die Evangelische Kirche in Mitteldeutschland (EKM) ist eine von 20 Gliedkirchen (Landeskirchen) der Evangelischen Kirche in Deutschland (EKD). Sie ist wie alle Landeskirchen eine Körperschaft des öffentlichen Rechts. Das Landeskirchenamt befindet sich in Erfurt, der Sitz des Landesbischofs ist Magdeburg. Als Bischofskirche der Evangelischen Kirche in Mitteldeutschland dient der Magdeburger Dom.
Die EKM wurde am 1. Januar 2009 durch Vereinigung der Evangelischen Kirche der Kirchenprovinz Sachsen und der Evangelisch-Lutherischen Kirche in Thüringen gebildet.
Die Landeskirche ist Mitglied der Vereinigten Evangelisch-Lutherischen Kirche Deutschlands (VELKD) und der Union Evangelischer Kirchen (UEK). Die EKM hat (Stand 2024) zirka 594.000 Gemeindeglieder. Etwa jede fünfte evangelische Kirche steht auf dem Gebiet der EKM. Damit hat die EKM die meisten Gotteshäuser aller Landeskirchen in Deutschland. Zugleich stellen die Gemeindemitglieder nur etwa 3,3 Prozent der deutschen Protestanten dar.

## Gebiet der Landeskirche
Das Gebiet der EKM entspricht im Wesentlichen dem 1920 gegründeten Land Thüringen und der ehemaligen preußischen Provinz Sachsen. Es befindet sich nach den heutigen politischen Grenzen überwiegend in den Ländern Sachsen-Anhalt und Thüringen. Außerdem gehören kleinere Teile der Länder Brandenburg (Kirchenkreis Bad Liebenwerda, Teile der Kirchenkreise Elbe-Fläming und Wittenberg) und Sachsen (Kirchenkreis Torgau-Delitzsch) zum Gebiet der Landeskirche.
Einige Gebiete in Sachsen-Anhalt gehören nicht zur EKM, sondern zur Evangelischen Landeskirche Anhalts, zur Evangelischen Kirche Berlin-Brandenburg-schlesische Oberlausitz (Havelberg) oder zur Evangelisch-Lutherischen Landeskirche in Braunschweig (Calvörde, Blankenburg). Teile Thüringens gehören zur Evangelischen Kirche von Kurhessen-Waldeck (Kirchenkreis Schmalkalden) oder zur Evangelisch-Lutherischen Landeskirche Sachsens (um Seelingstädt im Landkreis Greiz).

## Geschichte
Die Evangelische Kirche in Mitteldeutschland wurde am 1. Januar 2009 gegründet, nachdem die Synoden der Evangelischen Kirche der Kirchenprovinz Sachsen und der Evangelisch-Lutherischen Kirche in Thüringen im Jahr 2007 die Vereinigung ihrer beiden Landeskirchen beschlossen hatten und sich am 5. Juli 2008 eine gemeinsame Verfassung gaben.
Zur Geschichte vor der Vereinigung der beiden Kirchen:
Die Segnung gleichgeschlechtlicher Paare wurde 2012 durch die Landessynode der EKM erlaubt, sofern keine Gewissensgründe bei Pfarrer oder Gemeindekirchenrat dem entgegenstehen.

## Geistliche Leitung der Landeskirche

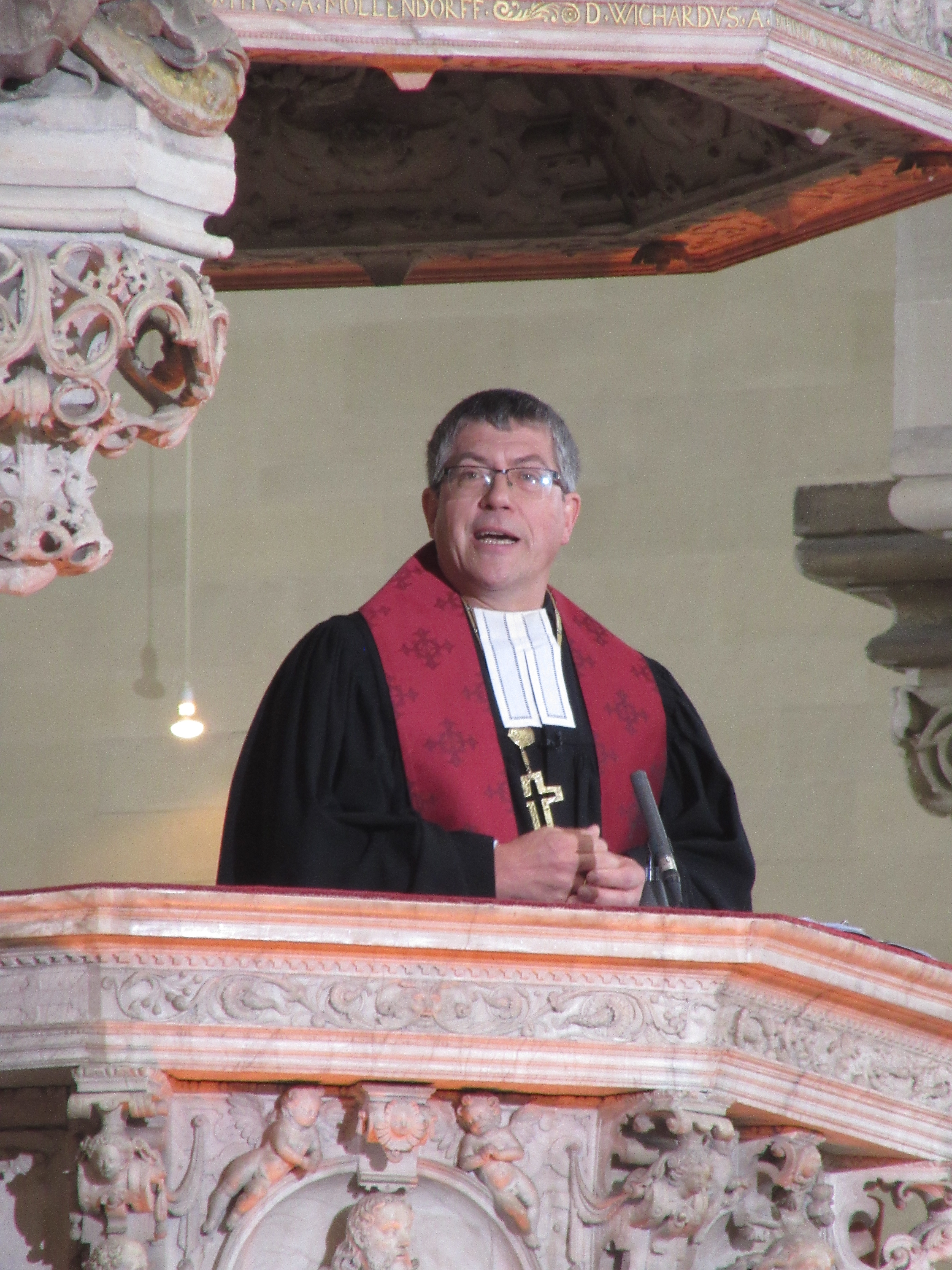
Landesbischof Friedrich Kramer bei der Predigt in seinem Einführungsgottesdienst im Magdeburger Dom (2019)

An der Spitze der Evangelischen Kirche in Mitteldeutschland steht der Landesbischof. Der gewählte Landesbischof wird im Magdeburger Dom in sein Amt eingeführt. Als erste gemeinsame Landesbischöfin wurde am 21. März 2009 Ilse Junkermann von der Landessynode im dritten Wahlgang gewählt und am 29. August 2009 eingeführt. Ihr Nachfolger im Amt wurde am 10. Mai 2019 ins Amt gewählt und am 7. September 2019 eingeführt.

### Landesbischöfe
- 1. Januar bis 1. Juni 2009: Christoph Kähler
- 1. Januar bis 7. Juni 2009: Axel Noack
- 1. Juni bis 29. August 2009: Hans Mikosch
- 7. Juni bis 29. August 2009: Siegfried Kasparick
- 29. August 2009 bis 31. August 2019: Ilse Junkermann
- ab 1. September 2019: Friedrich Kramer

## Landessynode
Als „Parlament“ hat die Landeskirche eine Landessynode. Deren Mitglieder, die 84 Synodalen, werden auf sechs Jahre gewählt bzw. berufen oder gehören ihr von Amts wegen an. Die Landessynode tritt in der Regel zweimal im Jahr zu einer mehrtägigen Sitzung zusammen. Die Tagung wird vom Präsidium geleitet, dem der Präses sowie zwei Stellvertreter und ein Schriftführer angehören. Zu den Aufgaben der Landessynode gehört, neben der Gesetzgebung, u. a. die Wahl des Bischofs, der Regionalbischöfe, der Dezernenten des Kirchenamtes und des Landeskirchenrates.

### Präsides der Landessynode
- 1. bis 23. Januar 2009: Petra Gunst
- 23. Januar 2009 bis 20. Februar 2013: Wolf von Marschall
- seit 11. April 2013 bis November 2014: Steffen Herbst
- seit 16. April 2015: Dieter Lomberg

## Gliederung der Landeskirche
Die Landeskirche ist wie folgt aufgebaut:

### Kirchengemeinden
An der Basis stehen die 3.139 Kirchengemeinden (Stand 2017) als Körperschaften des öffentlichen Rechts mit gewählten Gemeindekirchenräten. Die Mitglieder dieser Gremien heißen Kirchenälteste.

### Kirchenkreise
Mehrere Kirchengemeinden bilden zusammen einen Kirchenkreis. Die derzeit (2023) 37 Kirchenkreise, die ebenfalls Körperschaften des öffentlichen Rechts sind, haben als Gremium die Kreissynode mit einem Präsidium der Kreissynode. Die Mitglieder der Kreissynode werden von den jeweiligen Gemeindekirchenräten gewählt. Der leitende Geistliche eines Kirchenkreises trägt die Amtsbezeichnung Superintendent, im Kirchenkreis Erfurt führt er traditionsgemäß den Titel Senior.
Mehrere Kirchenkreise bilden zusammen einen Bischofssprengel, in dem ein oder zwei Regionalbischöfe die geistliche Leitung innehaben.
Einen Sonderstatus besitzt der Reformierte Kirchenkreis mit Sitz in Halle. Er besteht nicht aus einem zusammenhängenden Territorium, sondern aus den fünf reformierten Einzelgemeinden in Aschersleben, Burg, Halberstadt, Halle und Magdeburg. Der leitende Geistliche des Reformierten Kirchenkreises trägt die Amtsbezeichnung Senior.

### Bischofssprengel
Zum 1. Januar 2022 wurden die fünf bestehenden Propstsprengel aufgelöst und durch zwei Bischofssprengel ersetzt. In jedem Sprengel amtieren ein oder zwei von der Landessynode gewählte Regionalbischöfe, die sich die Verantwortung teilen.
Aufgeführt sind die Bischofssprengel, die vormaligen Propstsprengel und die zugehörigen Kirchenkreise:
- Bischofssprengel Erfurt (gebildet aus den Propstsprengeln Gera-Weimar, Eisenach-Erfurt und Meiningen-Suhl)
  - Altenburger Land
  - Apolda-Buttstädt
  - Arnstadt-Ilmenau (ab 1. Januar 2026: Gotha)[13]
  - Bad Frankenhausen-Sondershausen
  - Bad Salzungen-Dermbach
  - Eisenach-Gerstungen
  - Eisenberg
  - Erfurt
  - Gera
  - Gotha (ab 1. Januar 2026: neuer Kirchenkreis Gotha)[13]
  - Greiz
  - Henneberger Land (ab 1. Januar 2026: Südthüringen)[14]
  - Hildburghausen-Eisfeld (ab 1. Januar 2026: Südthüringen)[14]
  - Jena
  - Meiningen (ab 1. Januar 2026: Südthüringen)[14]
  - Mühlhausen
  - Rudolstadt-Saalfeld
  - Schleiz
  - Sonneberg (ab 1. Januar 2026: Südthüringen)[14]
  - Südharz
  - Weimar
  - Waltershausen-Ohrdruf (ab 1. Januar 2026: Gotha)[13]
- Bischofssprengel Magdeburg (gebildet aus den Propstsprengeln Halle-Wittenberg und Stendal-Magdeburg)
  - Egeln
  - Elbe-Fläming
  - Eisleben-Sömmerda
  - Halberstadt
  - Haldensleben-Wolmirstedt
  - Halle-Saalkreis
  - Magdeburg
  - Merseburg (ab 1. Januar 2026: Saale-Unstrut)[15]
  - Bad Liebenwerda
  - Naumburg-Zeitz (ab 1. Januar 2026: Saale-Unstrut)[15]
  - Salzwedel
  - Stendal
  - Torgau-Delitzsch
  - Wittenberg

### Landeskirchenamt
Als oberste Verwaltungsbehörde der Landeskirche besteht das Landeskirchenamt, das seit Mai 2011 im Collegium Maius in Erfurt seinen Sitz hat. Bischofssitz der Landeskirche ist jedoch Magdeburg. An der Spitze des Landeskirchenamtes steht der Präsident, seit 1. September 2021 Jan Lemke. Zur Seite steht ihm ein Vizepräsident, derzeit Finanzdezernent Oberkirchenrat Stefan Große. Das Landeskirchenamt ist in 5 Dezernate, 19 Referate sowie weitere Geschäftsstellen und zugeordnete Dienststellen gegliedert.

## Gesangbücher
Die Gemeinden der Evangelischen Kirche in Mitteldeutschland singen aus dem Evangelischen Gesangbuch – Ausgabe für die Evangelisch-Lutherischen Kirchen in Bayern und Thüringen, bzw. Ausgabe für die Evangelische Landeskirche Anhalts, die Evangelische Kirche in Berlin-Brandenburg, die Evangelische Kirche der schlesischen Oberlausitz, die Pommersche Evangelische Kirche, die Evangelische Kirche der Kirchenprovinz Sachsen.

## Kirchenzeitung
Die wöchentliche Zeitung erschien erstmals im Jahr 1924. Sie trägt den Titel Glaube und Heimat und wird auch im Bereich der Evangelischen Landeskirche Anhalts verbreitet.

## Kirchenbestand und aktuelle Situation

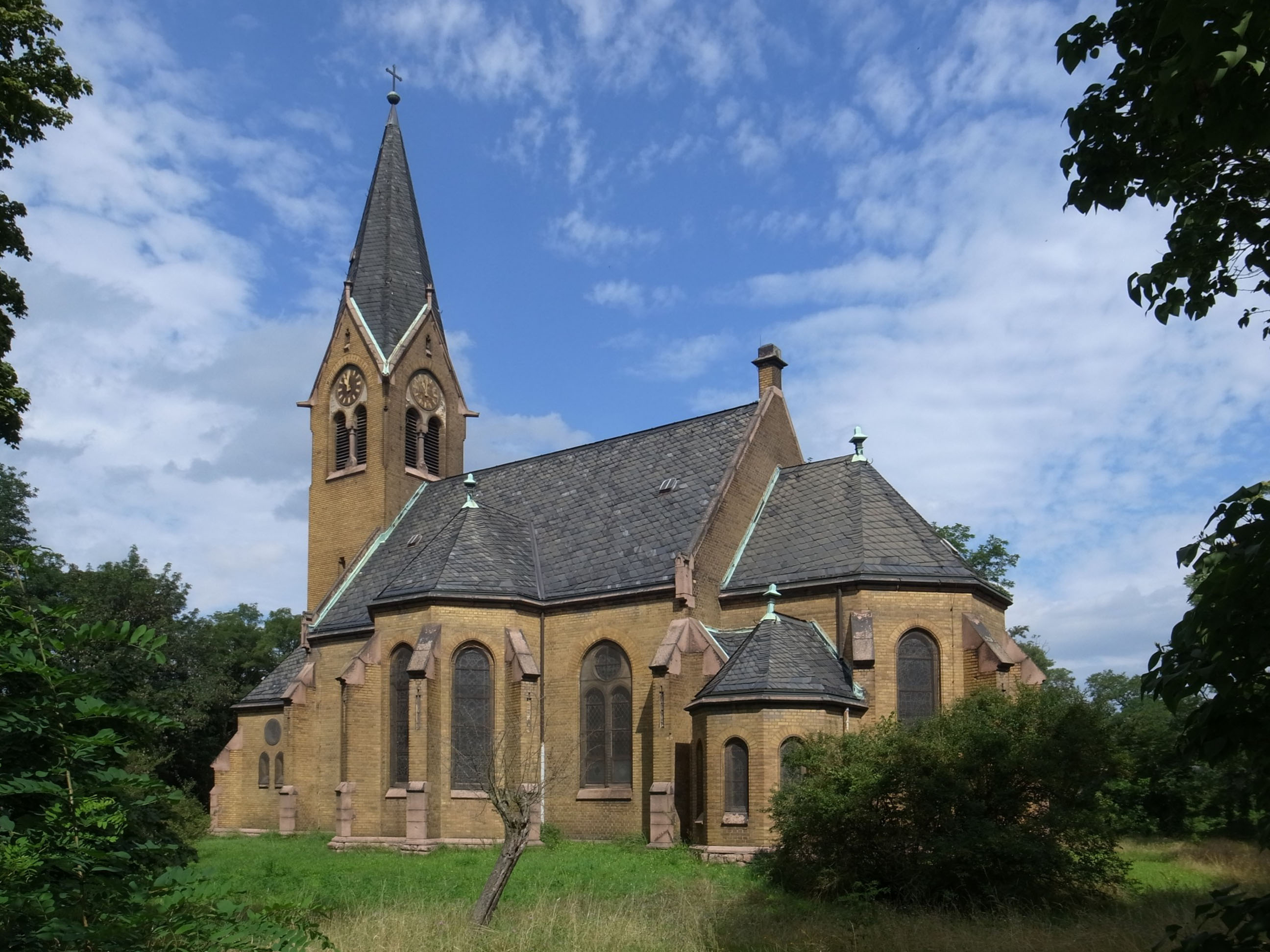
Bauermeister-Gedächtniskirche in Bitterfeld (2020 entwidmet und verkauft)

Rund 20 Prozent aller evangelischen Kirchen in Deutschland stehen im Gebiet der EKM. Die EKM hat im Jahr 2021 auf ihrem Territorium 3.890 Kirchen und Kapellen, davon 1.887 in Thüringen und etwa genauso viele Orgeln. Hinzu kommen rund 10.000 Glocken und mehr als 150.000 Kunstgegenstände. 99 Prozent der Bauwerke sind denkmalgeschützt, für jedes zweite Gotteshaus besteht Sanierungsbedarf an Dächern, Fassaden und Türmen. Für 5 Prozent wurden Hausschwamm und/oder dringender Handlungsbedarf angezeigt. Der Anteil einsturzgefährdeter, baupolizeilich gesperrter und damit unbenutzbarer Kirchen in der EKM liegt nach eigenen Angaben unter einem Prozent (also < 39). Die Evangelische Kirche in Mitteldeutschland hat nach eigenen Angaben (Stand 2021) seit 1990 elf Kirchen aufgegeben, fünf davon in Thüringen.
2021 gab der Pressesprecher der EKM, Ralf-Uwe Beck, bekannt: „20 % aller Kirchen und Kapellen in Deutschland befinden sich auf unserem Gebiet, aber nur 3,5 % der Mitglieder. Im Durchschnitt gibt es in Deutschland 1.190 Kirchenmitglieder für eine Kirche. Bei uns sind es 190 Kirchenmitglieder pro Kirche. Damit wird klar, vor welcher Aufgabe wir stehen.“
Die EKM unterstützt die Aktion Verlässlich geöffnete Kirche und hat ein Gebäudekonzept Von mutigen Aufbrüchen und notwendigen Abschieden entwickelt, um in verschiedenen Modellprojekten die künftige Nutzung der zahlreichen Bauwerke zu begleiten. Unter dem Titel Perspektiven für kirchliche Gebäude – Aufgabe, Abgabe, Wandel? nahm die EKM im Jahr 2014 an der IBA 2014 in Thüringen teil. Es folgte ein öffentlicher Diskurs zur Nutzung und Gestaltung der Kirchen, der 2016 zu einem Ideenaufruf führte. Insbesondere Kirchengemeinden, Künstler, Studenten, Kinder, Kirchenbauvereine und Bürgermeister waren aufgerufen, sich an der Aktion zu beteiligen. Das Ergebnis wurde im Folgejahr in der Ausstellung 500 Kirchen – 500 Ideen veröffentlicht, die in die Themen Kunst, Natur, Beherbergung, Gesundheit, Vernetzung und Soziales eingruppiert werden konnten. So wurde beispielsweise in St. Johannis in Ellrich eine Netzwerkkirche eingerichtet, in dem der Innenraum der Kirche zu einem Möglichkeitsraum umgestaltet wurde. Ein weiteres Beispiel für die Umsetzung der Ideen ist die Einrichtung eines soziokulturellen Zentrums in der Martinskirche in Apolda.

## Werner-Sylten-Preis
Die Evangelische Kirche in Mitteldeutschland verleiht seit 2018 jährlich den Werner-Sylten-Preis an Personen und Gruppierungen, die sich um den christlich-jüdischen Dialog verdient gemacht haben. Namensgeber ist der evangelische Theologe Werner Sylten, der im Holocaust starb.

## Archive
- Archiv für die Kirchenprovinz Sachsen, Magdeburg
- Archiv für die Evangelische Landeskirche in Thüringen/Landeskirchliches Archiv Eisenach